# K・エリック・ドレクスラー

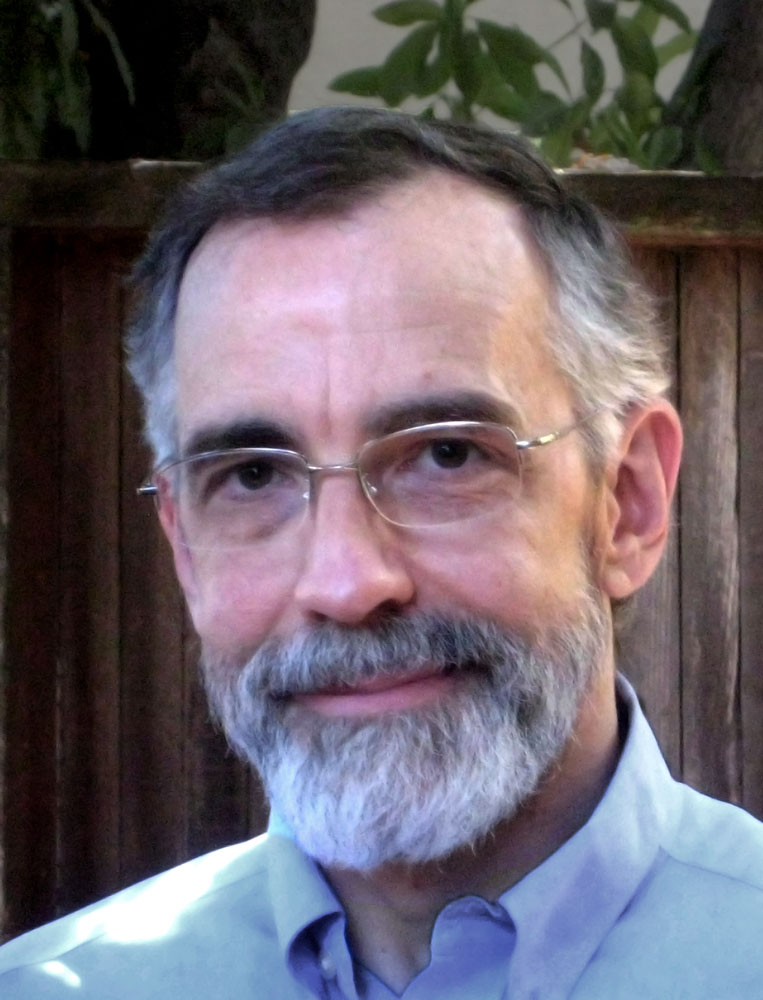
キム・エリック・ドレクスラー。2013年撮影。

キム・エリック・ドレクスラー（Kim Eric Drexler、1955年4月25日 - ）は、アメリカ合衆国の工学者であり、1970年代から1980年代にかけて分子ナノテクノロジーの可能性を知らしめたことでよく知られている。1991年、マサチューセッツ工科大学で博士号（分子ナノテクノロジー）を取得した論文は、"Nanosystems: Molecular Machinery, Manufacturing and Computation"（1992年）として出版され、Association of American Publishers award の Best Computer Science Book of 1992 を受賞した。オークランド (カリフォルニア州)生まれ。

## 経歴と業績
ドレクスラーは1970年代初期の成長の限界という考え方に強く影響を受けた。マサチューセッツ工科大学に入学した彼は地球外の資源について研究している人を探し始めた。そして見つけたのがプリンストン大学のジェラルド・オニールである。オニールは加速器の研究で有名な物理学者であり、同時に宇宙移民の概念の提唱者でもあった。ドレクスラーは1975年と1976年、NASAの夏季研究に参加した。オニールのマスドライバーのプロトタイプ開発に夏の間協力すると同時に、プリンストンでの宇宙開発に関する会議で3回にわたって論文発表を行った。1977年と1979年の論文は Keith Henson との共同執筆であり、どちらも関連特許を取得した（気相製造と宇宙での放熱器に関するもの）。
ドレクスラーは1975年と1976年に行われたNASAの夏季研究（スペースコロニー）に参加した。彼は数十ナノメートルの厚さの金属フィルムを作り、高性能な太陽帆の可能性を実証した。彼はL5協会の会員としても熱心で、1980年の月協定否決に協力した。
1970年代後半、彼は分子ナノテクノロジーという新たな分野を開拓しはじめた。1979年、ドレクスラーはリチャード・P・ファインマンが1959年に行った刺激的な講演（There's Plenty of Room at the Bottom）の内容に接した。ナノテクノロジーという用語は当時東京理科大学教授だった谷口紀男が1974年に作ったもので、ナノメートル単位の精密な材料製造を指していた。ドレクスラーは由来を知らずにこの用語を1986年の著書 Engines of Creation: The Coming Era of Nanotechnology（創造する機械 — ナノテクノロジー）で使用し、後に分子ナノテクノロジーという用語が生まれた。同書でドレクスラーはナノメートル規模の「アセンブラ（組立者）」というアイデアを提案している。これは自己複製可能でそれ以外のものも組み立てる能力を持つ微細なオブジェクトである。また、自己複製可能な分子ナノテクノロジーが制御下から逸脱した場合に発生する可能性のある事態を指す言葉「グレイ・グー（gray goo）」はドレクスラーの作った用語である。
ドレクスラーはMITで、学際科学で学士号（1977年）、航空宇宙工学で修士号（1979年）、MITメディアラボ（当時は Media Arts and Sciences Section, School of Architecture and Planning）で分子ナノテクノロジーの博士号（1991年）を取得した。卒業論文の題名は "Design of a High Performance Solar Sail System,." である。分子ナノテクノロジーの博士号取得者はドレクスラーが世界初であり、その論文は後に本として出版され、前述したとおり賞を受賞している。
ドレクスラーは当時の妻である Christine Peterson と共に1986年、ナノテクノロジーのための Foresight Institute を設立した。なお、ドレクスラーは2002年に Christine Peterson と離婚している。また、2007年現在、ドレクスラーは Foresight Institute とは関係していない。
2005年8月、ドレクスラーは分子工学関係のソフトウェア企業 Nanorex のチーフテクニカルアドバイザーに就任した。Nanorex の nanoENGINEER-1 というソフトウェアは仮説的な差動歯車の設計を簡単にできるとされている。
2006年。ドレクスラーは Rosa Wang と結婚した。

## 論争
ドレクスラーのナノテクノロジーに関する研究については、ノーベル賞学者であるリチャード・スモーリーが2001年の Scientific American誌の記事で「単純すぎる」と批判した。スモーリーは「太い指」では分子ナノテクノロジーは不可能であるとも指摘していた。彼は後に、ナノマシンはドレクスラーのアセンブラよりも化学酵素に似た形態になる必要があり、水の中だけで機能するようになる必要があると主張した。ドレクスラーはこれらの批判がストローマン的主張であると考えていた。ドレクスラーはスモーリーに反論する機会がなかなか持てなかったが、2003年12月、Chemical and Engineering news で公開討論が実現した。
分子ナノテクノロジーの障害の1つとして、分子/原子サイズのマシンを作る効率的な方法が無いことが挙げられる。ドレクスラーの初期のアイデアは「アセンブラ」であり、プログラム可能なコンピュータと腕を備え、自己複製可能なナノマシンであった。アセンブラを作ることができれば、自分自身で複製を作ることができ、ナノマシンの大量生産が可能となる。しかし、最初のアセンブラをどうやって作るかという問題は依然として残っている。
また、分子ナノテクノロジーの第二の問題は設計である。原子レベルの歯車やベアリングを人間が設計することは苦行に近い。ドレクスラーや Merkle らは単純な部品をいくつか設計したが、自動車レベルの複雑さを持った分子/原子レベルの設計が行われたことはない。
分子ナノテクノロジーの第三の問題は成功と失敗の見分け方と失敗した原因の解明方法である。無作為的な変化と一定の増殖によってずっと続いてきた生物進化とは異なり、ナノサイズの機構の熟慮された設計製造では、複製と死滅以外に成功と失敗を選別する方法が必要とされる。そのような手段はいまのところ存在しない。
従って、最新の報告である "A Matter of Size: Triennial Review of the National Nanotechnology Initiative" が National Academies Press により 2006年12月（『創造する機械』から約20年）に出版されたが、それを見ても分子ナノテクノロジーは実現に向けてはほとんど何も進んでいない。同書の108ページにある結論には次のようにある。
理論的計算はなされているが、化学反応サイクル、誤り率、操作の速度といったボトムアップの製造システムの熱力学的効率がどうなるかということは現時点では予測できない。従って、工業製品としてどの程度のものが製造可能かということも理論上は計算できるかもしれないが、自信を持って予測することができない。
Foresight Institute の Technology Roadmap for Productive Nanosystems" の方がやや楽観的である。

## 著作
- Engines of Creation （1986年）
  - 日本語版: 相沢益男（訳）『創造する機械 — ナノテクノロジー』 パーソナルメディア、1992年、ISBN 978-4-89362-089-7
  - 英語版はこちらで入手可能
- Unbounding the Future （1991年; with Chris Peterson and Gayle Pergamit） ISBN 0-688-12573-5
  - 英語版はこちらで入手可能
- Nanosystems Molecular Machinery Manufacturing and Computation [リンク切れ]（1992年）
  - 内容サンプルと目次（英語版）は こちら
- Engines of Creation 2.0: The Coming Era of Nanotechnology - Updated and Expanded,K. Eric Drexler,647 pages, (February 2007) - fulltext at Wowio

## その他
ドレクスラーの名はSF小説『ダイヤモンド・エイジ』に登場する。同書内のナノテクノロジーが一般化した未来社会でドレクスラーは英雄となっている。